# Santo Domingo Armenta
Santo Domingo Armenta è un comune del Messico, situato nello stato di Oaxaca.